# Neighbours (1952)
Neighbours, französischer Titel Voisins, ist ein kanadischer Kurzfilm von Norman McLaren aus dem Jahr 1952. Im Jahr 2007 wurde der Film von der UNESCO zum Weltdokumentenerbe erklärt.

## Handlung
Zwei Nachbarn sitzen auf einer Wiese vor ihren Häusern und lesen Zeitung. Plötzlich wächst auf der Grenze zwischen beiden Grundstücken eine Blume. Die beiden Männer riechen an der Blume und sind hingerissen. Beide wollen die Blume haben und behaupten, dass sie auf ihrem Grundstück steht. Sie ziehen Zäune, um ihre These zu beweisen, versuchen die Blume mit Tricks zu kriegen und wenden schließlich Gewalt an. Sie prügeln sich, starten einen Schwertkampf mit Zaunlatten und verrohen immer mehr. Am Ende zerstören sie das Haus des jeweils anderen, töten jeweils Nachbarsfrau und Kind und bringen sich im Kampf am Ende gegenseitig um. Die Blume haben sie dabei vollkommen zertreten. Zwei Särge erscheinen auf der Wiese und der Zaun bildet die neue Grabumrandung. Je zwei Zaunlatten formen sich zu einem Grabkreuz auf den Särgen und aus der einen Blume werden zwei, die sich jeweils auf die Särge legen. Der Film endet mit der Moral, dass man seinen Nachbarn lieben solle.

## Produktion
Neighbours war einer der ersten Filme, der in Pixilation (Einzelbildschaltung) entstand. Als Schauspieler traten die Animationsfilmer Grant Munro und Jean Paul Ladouceur auf, die beim NFB arbeiteten. Für den Vertrieb in den USA und Europa wurden die Szenen entfernt, in der die Männer die Frauen und Kinder ermorden. Erst 1969 wurde der Film in der Originalfassung restauriert.

## Auszeichnungen
Neighbours erhielt 1953 einen Oscar in der Kategorie „Bester Dokumentar-Kurzfilm“. Zudem war er für einen Oscar in der Kategorie „Bester Kurzfilm (eine Filmrolle)“ nominiert, konnte sich jedoch nicht gegen Light in the Window: The Art of Vermeer durchsetzen.
Der Film gewann bei den Canadian Film Awards einen Spezialpreis und war für einen BAFTA (United Nations Award) nominiert.